# Powellia integra
Powellia integra är en bladmossart som beskrevs av Zanten in H. Akiyama och Bennard Otto van Zanten 1999. Powellia integra ingår i släktet Powellia och familjen Racopilaceae. Inga underarter finns listade i Catalogue of Life.